# Fronturlaub
Fronturlaub (oder Heimaturlaub) kann ein Soldat erhalten, der im Krieg an der Front kämpft. Dabei wird er abgelöst und darf für eine festgelegte Zeit Urlaub nehmen. Meist muss der Soldat nach Ende des Urlaubs wieder an der Front kämpfen. Gründe für Fronturlaub sind Krankheiten, Familienfeste, Verletzungen, Heirat und spezielle Gründe wie Sonderaufträge.
Eine wichtige soziale Funktion erfüllte der Fronturlaub im Zweiten Weltkrieg, in dem viele Soldaten sich über Jahre hinweg in Kampfzonen befanden.

## Fronturlaub im Film
Fronturlaub war ein häufiges Thema im Spielfilm der NS-Zeit. Einschlägige Beispiele sind:
- Urlaub auf Ehrenwort (1938)
- Wunschkonzert (1940)
- Sechs Tage Heimaturlaub (1941)
- Auf Wiedersehn, Franziska (1941)
- Fronttheater (1942)
- Die große Liebe (1942)
- Zwei in einer großen Stadt (1942)
- Besatzung Dora (1943)
- Ein schöner Tag (1943)
- Eine kleine Sommermelodie (1943/44 produziert, erst 1982 uraufgeführt)

Für seinen Film Eine Frau für drei Tage (1943/1944) hat Fritz Kirchhoff die Fronturlauberthematik in eine friedenszeitliche Verpackung gesteckt; auf eskapistische Weise wird der Zweite Weltkrieg hier systematisch ausgelassen und der mit einer Liebesgeschichte verbundene kurze Besuch eines Mannes rein zivil motiviert.